# Ludovic Gaurier
Michel Ludovic Gaurier (1875 - 1931), est un prêtre, spéléologue et pyrénéiste, spécialiste de la glaciologie et de la limnologie (étude des lacs) des Pyrénées.

## Biographie

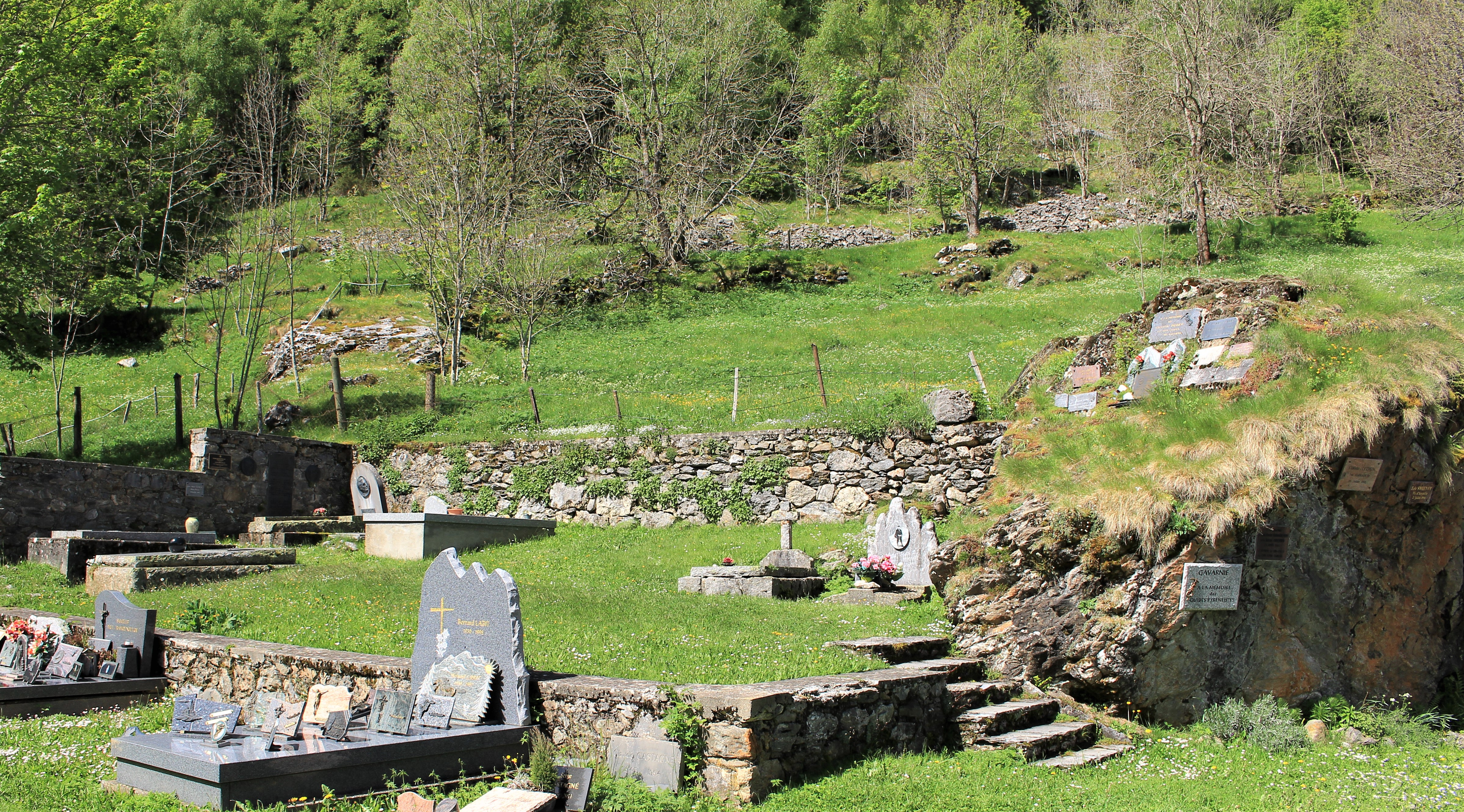
Le carré des pyrénéistes du cimetière de Gavarnie.

Il est le fils d'un capitaine au long cours, descendant d'une lignée de marins de l'île d'Oléron. À 16 ans, des soins pour des maux de gorge l'amènent à Argelès, dans les Pyrénées. En 1896, il entre dans les ordres, est ordonné prêtre le 4 juin 1898 et devient professeur de sciences naturelles. En 1900, pour soigner une laryngite, il vient à Cauterets. Conquis par les Pyrénées, il fait des excursions et commence à s'intéresser aux glaciers du Vignemale. Il reviendra désormais chaque année. Pendant ses cours, il fait étudier à ses élèves les textes d'Henry Russell.
Le 19 août 1902, avec le guide Paul Batou, il réussit l'ascension du Vignemale. Il entre en correspondance avec Russell, qu'il rencontre en 1904 aux grottes Bellevue. C'est le début d'une amitié entre le vieux montagnard et le néophyte.
En 1905, Ludovic Gaurier, frappé de surdité, doit abandonner l'enseignement. Il se consacre alors à l'étude des glaciers : l'année précédente, le ministère de l'agriculture lui a commandé une étude sur les glaciers pyrénéens, qu'il poursuit jusqu'en 1909, reprenant les premiers travaux d'Émile Belloc et d'Eugène Trutat commencés en 1873. En 1905, il publie Observations glaciaires faites au Vignemale.
En 1907, l'état lui demande d'étudier les lacs. Il répertorie 520 lacs, en mesure et cartographie 253, avec des instruments de visée et de mesure qu'il emporte avec lui sur un petit bateau démontable en toile. Ce travail lui prend cinquante mois, pendant lesquels il vit dans des campements précaires. On le surnomme « l'ours ».
En 1914, il est mobilisé et affecté à la 18e section d'infirmiers militaires, puis au comité de propagande touristique fondé par le Touring club de France. En 1917, il est envoyé en Amérique du Sud et aux Antilles. En 1921, il publie Études glaciaires dans les Pyrénées françaises et espagnoles de 1900 à 1909. En 1929, son Atlas avec la carte bathymétrique de 210 lacs.
Ludovic Gaurier fait partie de cette élite des pyrénéistes du XXe siècle naissant. C'est un photographe expérimenté (il réalise, parmi les premiers, des photographies panoramiques et stéréoscopiques). Il est poète, peintre, aquarelliste., Il s'est passionné pour l'étude, mais le sport ne lui a pas fait défaut, ne serait-ce que pour lui permettre de poursuivre ses recherches dans toutes les conditions. En 1905, Louis Falisse, initiateur du ski dans les Pyrénées, lui donne ses premières leçons dans le cirque du Ger. Très vite, il va sur le glacier d'Ossoue et réalise une ascension hivernale du Vignemale. Les 14 et 15 mai 1906, dans une tentative d'ascension du Mont Perdu à skis, lui et ses compagnons doivent passer une très mauvaise nuit à la brèche de Roland. L'idée d'avoir là un abri, sinon un refuge (le refuge des Sarradets viendra cinquante ans plus tard), l'incite à rechercher, et à trouver, à peu de distance de la Fausse Brèche, une grotte qui, aménagée, deviendra la Villa Gaurier et rendra bien des services. Quelques jours après, avec Falisse, ils réussissent enfin la première ascension du Mont Perdu à skis.
Gaurier participe au concours international de ski à Briançon, en 1906, et fait à Grenoble une conférence sur le ski dans les Pyrénées, qu'il renouvelle en 1907 à Bordeaux, Cauterets, Saintes et Toulouse. 
Peu avant sa mort, il a été fait chevalier de la Légion d'honneur pour services rendus à la France.
Il meurt à Pau le 16 septembre 1931. Il repose au carré des pyrénéistes du cimetière de Gavarnie.

## Sources
- « Les grandes figures disparues de la spéléologie française », Spelunca (Spécial Centenaire de la Spéléologie), no 31,‎ juillet-septembre 1988, p. 52-53 (lire en ligne, consulté le 5 juillet 2020)
- Delanghe, Damien, Médailles et distinctions honorifiques (document PDF), in : Les Cahiers du CDS no 12, mai 2001.
- Association des anciens responsables de la fédération française de spéléologie : In Memoriam.
- Anne Lasserre-Vergne, Le Pyrénéiste Ludovic Gaurier, Pyrégraph, 2007.